# Titanomyrma
Titanomyrma é um gênero extinto de formigas gigantes que contém as maiores espécies de formigas já descobertas, incluindo Titanomyrma lubei, a maior espécie conhecida. Os espécimes de Titanomyrma eram fósseis de formigas rainhas aladas. Este gênero é conhecido de três espécimes individuais, um achado em Wyoming, EUA, e os outros dois da Alemanha. O nome do gênero significa "formiga titã".

## Descoberta
Os fósseis de Titanomyrma foram descobertos em três locais diferentes, sugerindo uma distribuição geográfica ampla durante o Eoceno.
- A primeira espécie, Titanomyrma lubei foi descrita em 2011 a partir de um fóssil de rainha encontrado na Formação Green River, em Wyoming, EUA.[1]
- Dois fósseis adicionais, pertencentes a espécies diferentes, foram encontrados no Sítio Messel e no Sítio Eckfeld, ambos na Alemanha. Estas foram identificadas como Titanomyrma gigantea (do Sítio Messel) e Titanomyrma rossi (do Sítio Eckfeld).[2]

## Descrição
As rainhas de Titanomyrma são notáveis pelo seu tamanho extraordinário. Titanomyrma lubei, com aproximadamente 5,1 centímetros de comprimento do corpo e uma envergadura de asa de cerca de 13 centímetros, é a maior espécie de formiga já descoberta. Em comparação, as rainhas de Titanomyrma gigantea e Titanomyrma rossi também são consideravelmente grandes, mas ligeiramente menores que T. lubei. A morfologia dos fósseis indica características que as ligam às formigas atuais da subfamília Formicinae.

## Paleoecologia
A presença de Titanomyrma tanto na América do Norte quanto na Europa durante o Eoceno é notável. O clima na época era significativamente mais quente do que o atual, com a presença de florestas subtropicais e tropicais estendendo-se por latitudes mais altas.
A presença de formigas gigantes como Titanomyrma é consistente com a "regra de Bergmann", que postula que animais em climas mais frios tendem a ser maiores. No entanto, as maiores espécies de formigas modernas vivem em regiões tropicais. A existência de Titanomyrma em ambientes quentes durante o Eoceno sugere que formigas de grande porte podem ter evoluído em resposta a condições climáticas específicas daquele período, possivelmente relacionadas à disponibilidade de recursos ou à menor pressão de predação. A distribuição transcontinental de Titanomyrma sugere que essas formigas podem ter dispersado entre a Europa e a América do Norte através de pontes terrestres boreais, aproveitando o clima quente para sobreviver em latitudes elevadas. Outras espécies de formigas do Eoceno também foram documentadas em diferentes partes do mundo, como na Rússia.

## Espécies
O gênero Titanomyrma inclui três espécies descritas:
- Titanomyrma gigantea
- Titanomyrma lubei
- Titanomyrma rossi